# The Terminator II (película de 1990)
Terminator II, también conocida como Shocking Dark y Alienators, es una película italo-filipina de 1990 de ciencia ficción y acción dirigida por Bruno Mattei, escrito por Claudio Fragasso y producida por Franco Gaudenzi.

## Sinopsis
La película se sitúa en Venecia en 2020 cuando una nube tóxica se sitúa sobre la ciudad y produce ataques de otros seres hacia el refugio 65 que es el encargado del estudio de las nuevas formas de vida

## Secuela no oficial
A pesar del título original de la película y la obra, presentándola como secuela de The Terminator, que no está asociada oficialmente con la película, se confirmó que no era secuela de la película de 1984 ya que al año siguiente se estrenó Terminator 2: Judgment Day de James Cameron. Se estrenó en todo el mundo con diferentes títulos, menos en Estados Unidos por problemas de licencia.

## Reparto
- Christopher Ahrens es Samuel Fuller.
- Haven Tyler como Sarah.
- Geretta Geretta es Geretta Giancarlo Field.
- Fausto Lombardi como Teniente Franzini.
- Mark Steinborn es Comandante Dalton Bond.
- Dominica Coulson es Samantha.
- Clive Riche es Drake (acreditado como Clive Ricke).
- Paul Norman Allen como Kowalsky.
- Cortland Reilly es Caine.
- Richard Ross es Price.
- Bruce McFarland como Parson.
- Al McFarland es Raphelson.